# Hiroshi Masuoka
Hiroshi Masuoka (nacido el 13 de marzo de 1960) es un piloto de rallyes japonés. Sus éxitos más destacados son dos victorias Rally Dakar en 2002 y 2003, siendo el cuarto piloto en ganar dos veces seguidas en la categoría de coches. También se proclamó vencedor del Baja Italia en 2003 y del Abu Dhabi Desert Challenge en 2004.
Quedó entre los diez primeros del París-Dakar durante once años consecutivos, entre 1994 y 2004.
A lo largo de su carrera ha sido piloto oficial de Mitsubishi, conduciendo habitualmente un Montero. En el Dakar 2009 fue su 21.ª y última participación en el rallye, tras el cual se retiró, junto con la retirada de Mitsubishi del certamen. Entre sus participaciones en el Dakar, ganó 25 etapas, colocándose quinto en la lista general de la historia del Dakar en la categoría de coches. Ahora es Experto Senior del Departamento Relaciones Públicas de Mitsubishi.
Actualmente reside en Iruma, Prefectura de Saitama, con su esposa Chiaki y su hijo Shoichiro.

## Resultados

### Rally Dakar
| Año     | Clase  | Vehículo   | Resultado | Etapas |
| ------- | ------ | ---------- | --------- | ------ |
| 1987    | Coches | Mitsubishi | 29.º      | 2      |
| 1988    | Coches | Mitsubishi | Ret.      | -      |
| 1990    | Coches | Mitsubishi | 10.º      | -      |
| 1991    | Coches | Mitsubishi | 95.º      | -      |
| 1992    | Coches | Mitsubishi | 20.º      | -      |
| 1993    | Coches | Mitsubishi | Ret.      | -      |
| 1994    | Coches | Mitsubishi | 4.º       | -      |
| 1995    | Coches | Mitsubishi | 10.º      | -      |
| 1996    | Coches | Mitsubishi | 6.º       | 1      |
| 1997    | Coches | Mitsubishi | 4.º       | 1      |
| 1998    | Coches | Mitsubishi | 4.º       | 2      |
| 1999    | Coches | Mitsubishi | 6.º       | -      |
| 2000    | Coches | Mitsubishi | 6.º       | 1      |
| 2001    | Coches | Mitsubishi | 2.º       | 5      |
| 2002    | Coches | Mitsubishi | 1.º       | 5      |
| 2003    | Coches | Mitsubishi | 1.º       | 4      |
| 2004    | Coches | Mitsubishi | 2.º       | 4      |
| 2005    | Coches | Mitsubishi | Ret.      | -      |
| 2006    | Coches | Mitsubishi | Ret.      | -      |
| 2007    | Coches | Mitsubishi | 5.º       | -      |
| 2009    | Coches | Mitsubishi | Ret.      | -      |
| Fuente: |        |            |           |        |